# Fundacija Pro
Fundacija Pro - pravo na život (polj. Fundacja Pro - prawo do życia) poljska je zaklada za pravo na život nerođene djece koja djeluje od 2005. godine, a 2008. godine dobila je status organizacije za javnu dobrobit. Osnivač je Mariusz Dzierżawski. Fundacija je organizator izložbe protiv pobačaja "Izaberite život". Tijekom 2011. godine prikupili su više od 600,000 potpisa da se potpuno zabrani pobačaj u Poljskoj, ali to se još nije dogodilo.
Od 2005., "Fundacija Pro - pravo na život" predstavlja izložbu protiv pobačaja pod sloganom "Izaberite život". Do sada se prikazala više od 200 puta na raznim mjestima. Na 14 velikih ploča prikazane su fotografije ljudskih fetusa stradalih zbog pobačaja, uspoređene s fotografijama žrtava rata. Zbog upečatljivosti prikaza i lokacija na javnim i često posjećenim mjestima, izložba je izazvala veliku pozornost, nekoliko je puta uništena, a organizatori su bili i na sudu. U obranu izložbe govorili su predstavnici konzervativnih krugova i udruge za pravo na život (pro-life pokret).
Pored općih slogana protiv pobačaja, na izložbi se pojavljuju sljedeće teme: usporedba pobačaja sa žrtvama rata (genocid nad Armencima, etničko čišćenje u bivšoj Jugoslaviji, ratovi u Africi), usporedba s eutanazijom (s fotografijom Jacka Kevorkiana), usporedba 24 tjednog fetusa stradaloga u pobačaju s 24 tjednom preranom bebom u inkubatoru i dr.